# Municipio de Washington (condado de Greene, Iowa)
El municipio de Washington (en inglés: Washington Township) es un municipio ubicado en el condado de Greene en el estado estadounidense de Iowa. En el año 2010 tenía una población de 502 habitantes y una densidad poblacional de 4,06 personas por km².

## Geografía
El municipio de Washington se encuentra ubicado en las coordenadas 41°55′16″N 94°13′21″O / 41.92111, -94.22250. Según la Oficina del Censo de los Estados Unidos, el municipio tiene una superficie total de 123.64 km², de la cual 123,14 km² corresponden a tierra firme y (0,4 %) 0,49 km² es agua.

## Demografía
Según el censo de 2010, había 502 personas residiendo en el municipio de Washington. La densidad de población era de 4,06 hab./km². De los 502 habitantes, el municipio de Washington estaba compuesto por el 98,01 % blancos, el 0,2 % eran asiáticos, el 1,2 % eran de otras razas y el 0,6 % eran de una mezcla de razas. Del total de la población el 3,39 % eran hispanos o latinos de cualquier raza.